# Poa paludigena
Poa paludigena är en gräsart som beskrevs av Merritt Lyndon Fernald och Karl McKay Wiegand. Poa paludigena ingår i släktet gröen, och familjen gräs. Inga underarter finns listade i Catalogue of Life.